# N-Hash
N-Hash — криптографическая хеш-функция на основе циклической функции FEAL. В настоящее время считается небезопасной.
Была разработана в 1990 году фирмой Nippon Telegraph and Telephone (также разработавшей FEAL).
Изначально, функция N-Hash была предназначена для того, чтобы решить проблему подмены информации на пути между двумя пользователями телефонной связи (Nippon Telegraph and Telephone — телекоммуникационная компания) и ускорить поиск данных. Например, если человек посылает смс-сообщение, то перед доставкой оно будет проверено на подлинность с помощью хеш-функции. А если пользователю продукции Nippon Telegraph and Telephone надо быстро найти в телефоне чей-либо контакт, то с помощью N-Hash можно упростить процесс поиска имени в списке. Это осуществляется благодаря тому, что хеш-кодом (маленькой по объёму определяющей частью контакта) имени объявляется первая буква контакта.

## История возникновения
В основе алгоритма N-Hash лежит блочный алгоритм шифрования FEAL. Крупнейшая телекоммуникационная компания Nippon Telegraph and Telephone создала FEAL на основе DES. Но хотя этот алгоритм и выигрывает в быстродействии у DES, он является очень ненадежным и легко уязвимым: криптоаналитику требовалось очень мало информации, чтобы взломать алгоритм. Именно взлом алгоритма FEAL повлек за собой появление хеш-функции N-Hash в 1990 году. N-Hash также выигрывает в скорости у DES: по сравнению с 9 Кбит/сек у DES, N-Hash работает со скоростью 24 Кбит/сек для 15-раундовой схемы и со скоростью 29 Кбит/сек для 12-раундовой. При этом Nippon Telegraph and Telephone добилась повышения надёжности по сравнению с FEAL.
В течение некоторого времени алгоритм N-Hash использовался фирмой Nippon Telegraph and Telephone в соответствии с целями данной функции, но через некоторое время был разработан метод дней рождения, который с лёгкостью взламывал этот алгоритм. В связи со взломом отказались не только от N-Hash, но и почти от всех функций, основанных на блочных шифрах, так как для всех них характерна одна и та же проблема: они легко уязвимы методом дней рождения. Вместо них теперь используют более надежные функции, основанные на MD — технологиях: MD5, SHA-1 и другие, приведенные в списке функций, которые на данный момент считаются надежными (согласно стандарту ISO/IEC 10118).

## Использование
Функция N-Hash использовалась в течение недолгого времени в начале 1990-х годов, пока не была взломана методом дней рождения.
- N-Hash предназначалась для решения проблемы подмены данных:
  - Для современного человека эта проблема может легко быть описана на примере взаимодействия человека и интернет-магазина. Когда пользователь заказывает какой-нибудь товар в интернет-магазине, то магазин присылает ему номер заказа, сумму платежа и т. д. Далее, когда пользователь пытается оплатить заказ с помощью, например, Webmoney, то Webmoney вычисляет хеш-код полученного сообщения и сравнивает его с хеш-кодом, полученным от интернет-магазина. Если эти хеш-коды совпадают, то информация, присланная пользователем, правдива. Если не совпадают, то информация определяется как ложная и платеж не проходит.
- Другой вариант использования прост: упорядочивание контактов в мобильном телефоне по алфавиту и поиск контакта по первой букве. Хеш-кодом имени выбирается первая буква этого имени, следовательно, когда человек нажимает некоторую букву в своем телефоне, то ищется хеш-код, который совпадает с этой буквой и на экран выводятся контакты, начинающиеся с неё.

## Особенности N-Hash

### Однонаправленность
Определение: Пусть {\displaystyle M} — сообщение некоторой длины.
Функция {\displaystyle H} называется однонаправленной, если из равенства {\displaystyle h=H(M)}
легко:
- найти хеш-код {\displaystyle h}, зная сообщение {\displaystyle M}

очень трудоёмко:
- найти сообщение {\displaystyle M} по известному хеш-коду {\displaystyle h} (т. е. если хеш-код пароля стал известен хакеру, то пароль он по нему не найдет);
- найти отличное от {\displaystyle M} сообщение {\displaystyle M'}, такое что их хеш-коды {\displaystyle H(M')=H(M)} совпадают.

Проще определение можно записать так:
Однонаправленность — это «отпечаток пальца»:
- Если дан конкретный человек, то можно взять у него отпечаток пальца;
- Невозможно найти человека по отпечатку его пальца (если нет базы данных с отпечатками пальцев всех людей, а её нет);
- Невозможно найти второго человека с таким же как у другого отпечатком пальца.

Однонаправленность решает очень важную проблему. Рассмотрим её на примере.
```
Алиса и Боб традиционно обозначают субъектов передачи информации.
```

Примеры
- Допустим, Алиса подписала контракт {\displaystyle M} с известным Алисе и Бобу хеш-кодом {\displaystyle h=H(M)}. Если бы {\displaystyle H} была неоднонаправленная, то Боб мог бы найти такой другой контракт {\displaystyle M'}, что {\displaystyle H(M')=H(M)} и, значит, смог бы утверждать, что Алиса подписала {\displaystyle M'}.
- Допустим, Алиса имеет один и тот же отпечаток пальца h с каким-нибудь преступником, тогда Боб смог бы утверждать, что этот преступник — Алиса.

### Устойчивость к столкновениям
Чтобы предотвратить возможность Алисы использовать метод «дней рождения» для обмана Боба, очень удобно ввести ещё более сильное условие, чем условие однонаправленности.
H такова, что трудно найти сообщения {\displaystyle M} и {\displaystyle M'}, такие что их хеш-коды {\displaystyle H(M)=H(M')} совпадают. То есть невозможно найти двух человек с одинаковыми отпечатками пальцев.
Данное условие называется устойчивостью к столкновениям и для хеш-функции N-Hash оно не выполняется.
По причине неустойчивости к столкновениям Алиса может обмануть Боба таким образом (метод «дней рождения»):
- Алиса пишет две версии контракта: одна из них выгодна для Боба, а другая нет;
- Внося небольшие изменения в каждый контракт (например, пробел заменяет на два пробела), она добьется того, что версий контрактов будет достаточно много для подбора {\displaystyle M} и {\displaystyle M'}, для которых совпадают хеш-коды (версия {\displaystyle M} выгодна Бобу, а {\displaystyle M'} — нет) (если в контракте 34 строки, то, внося или не внося изменения в каждую из строк, легко получить {\displaystyle 2^{34}} версий контрактов);
- Теперь Алиса сможет доказать, что Боб подписал {\displaystyle M'}.

Для того, чтобы избежать подобной проблемы, достаточно вносить косметические изменения в подписываемый контракт. И хотя это действие никак не изменяет хеш-функцию H, а, значит, никак не влияет на её устойчивость к столкновениям, но человек этим действием получит новую версию контракта, хеш-код которого не совпадает с хеш-кодом версии контракта злоумышленника. То есть, если Боб в 5-й строке поставит в каком-нибудь месте запятую, или поставит две точки вместо одной, то Алиса не сможет доказать, что он подписал другой контракт (так как его хеш-код уже не совпадает с хеш-кодом контракта Алисы).
Можно рассмотреть жизненный пример: когда нотариус ставит печать в подписываемый контракт, он вносит туда косметические изменения.

## Цели N-Hash
Для того, чтобы понять как работает функция N-Hash, необходимо перейти на более научную речь. Ниже приведены цели данной функции не на примерах, а в соответствии с тем, как они осуществляются и с соответствующей терминологией.
- Обеспечение целостности информации[1]:

Данное свойство необходимо для того, чтобы исключить возможность злоумышленника внедрить некоторую ложную информацию в исходное сообщение. Для обеспечения целостности должна быть возможность обнаружить любые изменения в тексте сообщения (замена, вставка, удаление). Целостность обеспечивается путём внедрения в исходное сообщение избыточной информации, которая будет являться проверочной комбинацией. Такая комбинация называется контрольной суммой и её можно вычислить с помощью специального алгоритма. Так как этот алгоритм зависит от секретного ключа, то внедрение ложной информации в сообщение маловероятно.
{\displaystyle M_{new}=M+''salt''}, где salt — избыточная информация, M — сообщение {\displaystyle H(salt)=S}- контрольная сумма;
Из формулы следует, что если меняется salt, то меняется и S (контрольная сумма), а значит изменялось и {\displaystyle M_{new}} и {\displaystyle M}.
То есть можно сделать вывод, что была добавлена ложная информация.
- Сжатие документа:

Функция N-Hash работает с сообщениями M произвольной длины. При этом на выходе получается хеш-код фиксированной длины в 128 бит. Это получается за счет того, что сообщение делится на блоки {\displaystyle M_{i}}, размером 128 бит, и алгоритм работает последовательно с каждым из блоков.
- Обеспечение достоверности электронных данных[1]:

Данное свойство выполняется для однонаправленных функций, какой и является N-Hash. Достоверность сообщения M проверяется путём нахождения конечного хеш-кода (дайджеста сообщения) дважды (отсылающая и принимающая стороны). Результаты сравниваются и, если они совпадают, то информация достоверна. Целостность не гарантирует достоверность.
- Обеспечение конфиденциальности:

на сайтах, где нужно вводить логин и пароль, пароль после ввода переводится в хеш-код. То есть изначально пользователь вводит пароль M, но для входа в защищённую область используется хеш-код {\displaystyle h=H(M)}. По известному хеш-коду h и функции H вычислить M очень трудно, чем и обеспечивается конфиденциальность пароля.
- Аутентификация пользователей:

Аутентификация — это процедура проверки подлинности пользователя или данных при помощи некоторого критерия.
Возникает вопрос, как хеш-функция обеспечивает правдивость аутентификации. Это легко показать на примере.
Когда пользователь вводит логин и пароль на каком-либо сайте, его пароль преобразуется в хеш-код и передается по сети для аутентификации. Очевидно, что для того чтобы войти под чужую учётную запись достаточно выяснить хеш-код пароля, а затем по формуле {\displaystyle h=H(M)} (h-хеш-код, M — пароль) найти пароль. Но N-Hash, являющаяся однонаправленной функцией, обеспечивает сохранность пароля, так как это уравнение для однонаправленных функций решается очень трудоёмко (не с помощью персонального компьютера).

## Алгоритм
Алгоритм N-Hash основан на циклическом повторении (12 или 15 раз — число раундов) операций. На входе имеется хеш-код {\displaystyle h_{0}} и он может быть произвольным, на выходе получается хеш-код h сообщения M, которое необходимо хешировать. При этом размер выходящего хеш-кода фиксирован и равен 128 бит, тогда как размер M произволен.

### Основные обозначения
- {\displaystyle M} — сообщение, которое необходимо хешировать;
- {\displaystyle M_{i}} — блок сообщения длиной 128 бит. Для того, чтобы хешировать сообщение {\displaystyle M} необходимо поделить его на блоки {\displaystyle M_{i}};
- {\displaystyle h_{i}} — хеш-код i-го шага;
- {\displaystyle \nu =1010...1010} — константа, длиной 128 бит;
- {\displaystyle ||} — конкатенация;
- {\displaystyle V_{j}=\delta ||A_{j1}||\delta ||A_{j2}||\delta ||A_{j3}||\delta ||A_{j4}}, где {\displaystyle A_{jk}=4*(j-1)+k}, где k=1, 2, 3, 4; {\displaystyle \delta =00..00}, длиной 24 бит;
- EXG — функция, которая меняет местами старшие и младшие разряды (64 младших и 64 старших);
- PS — преобразующая функция;

### Описание алгоритма
На схеме справа представлены схематические обозначения операций, которые присутствуют на нижеследующих схемах.
- Покоординатное (попарное) суммирование означает сложение по модулю 2;
- Если x поступает на вход функции f, то на выходе получается f(x).

#### Один цикл работы N-Hash
Ниже представлен один цикл работы алгоритма N-Hash.
- На вход функции g подается хеш-код (i-1)-го шага {\displaystyle h_{i-1}} и i-й блок сообщения {\displaystyle M_{i}}. При этом {\displaystyle h_{0}} выбирается произвольно: например, он может быть нулевым. А также {\displaystyle h_{i-1}} подается на выход на операцию сложения по модулю 2, то есть результат (хеш-код следующего шага) будет выглядеть так: {\displaystyle h_{i-1}\oplus }(нечто пока неизвестное).
- Из схемы видно, что {\displaystyle M_{i}} подается не только на XOR, но и на выход на операцию сложения по модулю 2. То есть теперь в соответствии с первым пунктом результат выглядит таким образом: {\displaystyle h_{i-1}\oplus M_{i}}(оставшееся пока неизвестным нечто).

Оставшееся пока неизвестным нечто находится после прохождения каскада из восьми преобразующих функций. Его получение может быть описано таким образом:
- Функция EXG меняет местами старшие и младшие разряды {\displaystyle h_{i-1}} и прибавляет к результату {\displaystyle \nu }, после чего результат складывает по модулю 2 с {\displaystyle M_{i}}.
- Как видно из схемы, результат подается последовательно на входы j преобразующих функций, вторым аргументом которых является сумма {\displaystyle h_{i-1}\oplus V_{j}}, где j=1, … , 8.
- В результате получается хеш-код i-го шага {\displaystyle h_{i}}:

{\displaystyle h_{i}=M_{i}\oplus g(M_{i},h_{i-1})\oplus h_{i-1}}.

#### Преобразующая функция
Возникает вопрос, как действует преобразующая функция {\displaystyle PS(X,P)}.
Рассмотрим верхнюю часть схемы до перекрестья.
Исходное сообщение {\displaystyle X} разбивается на блоки по {\displaystyle 128/4=32} бита.
Будем считать промежуточными выходами входы в нижнюю часть схемы. {\displaystyle X_{1}} и {\displaystyle X_{2}} подаются на промежуточные выходы, а на два других выхода подаются операции {\displaystyle f(X_{1},P_{1})\oplus X_{2}\oplus X_{4}} и {\displaystyle f[f(X_{1},P_{1})\oplus X_{2},P_{2}]\oplus X_{1}\oplus X_{3}}. Теперь можно результаты на промежуточных выходах переобозначить и через них, аналогично верхней части, найти результаты на выходе нижней части, то есть и всей схемы в целом.
Сделав все необходимые вычисления, получим, что при подаче на вход {\displaystyle {X=X_{1}\parallel X_{2}\parallel X_{3}\parallel X_{4}}} сообщение на выходе {\displaystyle {Y=Y_{1}\parallel Y_{2}\parallel Y_{3}\parallel Y_{4}}} можно представить как конкатенацию сообщений
- {\displaystyle {Y_{4}=X_{2}\oplus X_{4}\oplus f(X_{1},P_{1})}};
- {\displaystyle {Y_{3}=f[f(X_{1},P_{1})\oplus X_{2},P_{2}]\oplus X_{1}\oplus X_{3}}};
- {\displaystyle {Y_{2}=X_{2}\oplus Y_{4}\oplus f(Y_{3},P_{3})}};
- {\displaystyle {Y_{1}=f[f(Y_{3},P_{3})\oplus Y_{4},P_{4}]\oplus X_{1}\oplus Y_{3}}}.

#### Поиск функции f(x, P)
Так как функция f работает с аргументами, длина которых составляет 32 бит, то из схемы поиска функции f(x, P) имеем:
- Величину {\displaystyle x\oplus P} разбиваем на части по 8 бит.
- Запишем эти части как {\displaystyle x_{i}\oplus P_{i}}, i=1,…,4 и введёт новые обозначения:
  - {\displaystyle {Z_{1}=x_{1}\oplus P_{1}}};
  - {\displaystyle {Z_{2}=x_{2}\oplus P_{2}}};
  - {\displaystyle {Z_{3}=x_{3}\oplus P_{3}}};
  - {\displaystyle {Z_{4}=x_{4}\oplus P_{4}}};

Аргументами функции {\displaystyle {S_{0}}} (первая стрелка слева) являются {\displaystyle Z_{1}} и {\displaystyle {S_{1}[Z_{1}\oplus Z_{2},Z_{3}\oplus Z_{4}]}}.
Аргументами функции {\displaystyle {S_{1}}} (вторая стрелка слева) являются {\displaystyle {Z_{1}\oplus Z_{2}}} и {\displaystyle {Z_{3}\oplus Z_{4}}}.
То есть две составляющие части из сообщения на выходе уже известны и равны
- - {\displaystyle {A_{1}=S_{0}(Z_{1},S_{1}[Z_{1}\oplus Z_{2},Z_{3}\oplus Z_{4}])}};
  - {\displaystyle {A_{2}=S_{1}[Z_{1}\oplus Z_{2},Z_{3}\oplus Z_{4}]}};

Далее будем пользоваться уже полученными оставляющими частями сообщения на выходе для удобства записи:
- - {\displaystyle {A_{3}=S_{0}[Z_{3}\oplus Z_{4},A_{2}]}};
  - {\displaystyle {~A_{4}=S_{1}[Z_{4},A_{3}]}};
- Тогда сообщение на выходе можно представить в виде {\displaystyle {A=A_{1}||A_{2}||A_{3}||A_{4}}}.
- Причём известно, что
  - {\displaystyle {S_{0}}}=(левый циклический сдвиг на 2 бита)(a+b) mod 256
  - {\displaystyle {S_{1}}}=(левый циклический сдвиг на 2 бита)(a+b+1) mod 256

## Безопасность хеш-функций
Хеш-функция является безопасной в случае, когда криптоаналитику требуется очень много информации, для того чтобы взломать данную хеш-функцию (что делает взлом маловероятным) и если хеш-функция не взломана к данному времени.
Для того, чтобы хеш-функция была безопасной, необходимо, чтобы выполнялись условия:
- При изменениях в тексте сообщения {\displaystyle M} (вставки, перестановки и т. д.) должен меняться и хеш-код сообщения;

Иначе человек, который вводит свои логин и пароль для входа в Википедию, мог бы попасть на страницу другого участника.
- Невозможность нахождения сообщения {\displaystyle M} по известному хеш-коду {\displaystyle h} из {\displaystyle h=H(M)};

Если данное условие не выполняется, то это делает возможным нахождение паролей пользователей Википедии.
- Задача нахождения сообщений {\displaystyle M_{1}} и {\displaystyle M_{2}}, таких что их хеш-коды равны {\displaystyle h_{1}=h_{2}} должна быть очень трудоёмкой.

Иначе, можно было бы найти два пароля с одинаковыми хеш-кодами.
N-Hash не является безопасной функцией, так как для неё не выполнено последнее условие.

### КриптоанализN-Hash
В настоящее время N-Hash считается небезопасной функцией. На данном рисунке указаны все безопасные однонаправленные функции на данный момент согласно стандарту ISO/IEC 10118:
Из алгоритмов, построенных как и N-Hash на основе блочных шифров, безопасными считаются только MDC-2 и MDC-4.
Для N-Hash характерна следующая проблема:
- Так как длина хеш-кода равна длине блока алгоритма шифрования, то алгоритм нестоек перед атакой методом «дней рождения».

### Атаки на хеш-функции
На данном рисунке приведена классификация атак на все алгоритмы хеширования в целом.
Атаки, зависящие от алгоритма, являются атаками, основанными на свойствах конкретного алгоритма.
Например, N-Hash успешно атакуют с помощью дифференциального метода, атакой с фиксированной точкой и встречей посередине.
Атаки, не зависящие от алгоритма, можно применить к любой функции хеширования, однако это не исключает того, что для некоторых алгоритмов они очень трудоёмки из-за большого объёма информации или быстродействия кода.

#### Действенные атаки на N-Hash
- Полный перебор
- Метод встречи в середине атаки
- Парадокс дня рождения
- Дифференциальный криптоанализ
- Атака с фиксированной точкой

##### Атаки, базирующиеся на уязвимости алгоритма

###### Дифференциальный метод
Ден Бур предложил способ построения коллизии для однораундовой схемы N-Hash.
Бихам и Шамир успешно применили метод дифференциального криптоанализа для компрометации 6-раундовой схемы N-Hash. Предложенный ими способ построения коллизии срабатывает для любого значения N кратного трём и при этом для N ≤ 12 он оказывается эффективнее подхода, основанного на парадоксе дней рождения.
Для 12-раундовой схемы сложность построения коллизий предложенным методом оценивается величиной 256 операций (трудоёмкость метода, основанного на парадоксе дней рождения — 264 операций).

##### Атаки, не зависящие от алгоритма
Увеличение длины хеш-кода и секретного ключа усложнит работу криптоаналитика. Можно попытаться сделать вычисления слишком трудоёмкими для персонального компьютера и требующими больших ресурсов. Тогда криптоаналитику надо будет или искать суперкомпьютер, или написать вирус, который на основе распараллеливания процесса взлома хеш-функции будет использовать сразу несколько персональных компьютеров для решения проблемы.
Также действенны такие методы защиты хеш-функции:
- использование контрольных сумм на разных этапах хеширования;
- проверка на достоверность информации;
- внедрение в сообщение информации типа salt.

## Итоги
- В настоящее время N-Hash мало распространён, так как не является безопасным и взломан более 10 лет назад.
- Теперь для хеш-функций типа N-Hash существует специальное название — ключевые, то есть однонаправленные, но не устойчивые к столкновениям:
  - Если стороны доверяют друг другу (то есть каждая из сторон уверена, что другая не станет подменять контракт как в случае с Алисой и Бобом), то можно использовать N-Hash.

### Сравнение N-Hash с другими хеш-функциями
| Алгоритм                                  | Длина хеш-значения | Скорость шифрования (Кбайт/сек) |
| ----------------------------------------- | ------------------ | ------------------------------- |
| Одновременная схема Davies-Meyer (c IDEA) | 128                | 22                              |
| Davies-Meyer (с DES)                      | 64                 | 9                               |
| Хеш-функция ГОСТ                          | 256                | 11                              |
| HAVAL (3 подхода)                         | переменная         | 168                             |
| HAVAL (4 подхода)                         | переменная         | 118                             |
| HAVAL (5 подходов)                        | переменная         | 98                              |
| MD2                                       | 128                | 23                              |
| MD4                                       | 128                | 236                             |
| MD5                                       | 128                | 174                             |
| N-Hash (12 этапов)                        | 128                | 29                              |
| N-Hash (15 этапов)                        | 128                | 24                              |
| RIPE-MD                                   | 128                | 182                             |
| SHA-1                                     | 160                | 75                              |
| Snefru (4 прохода)                        | 128                | 48                              |
| Snefru (8 подходов)                       | 128                | 23                              |